# Changan CS85
Changan CS85 – samochód osobowy typu SUV Coupé klasy średniej produkowany pod chińską marką Changan od 2019 roku.

## Historia i opis modelu

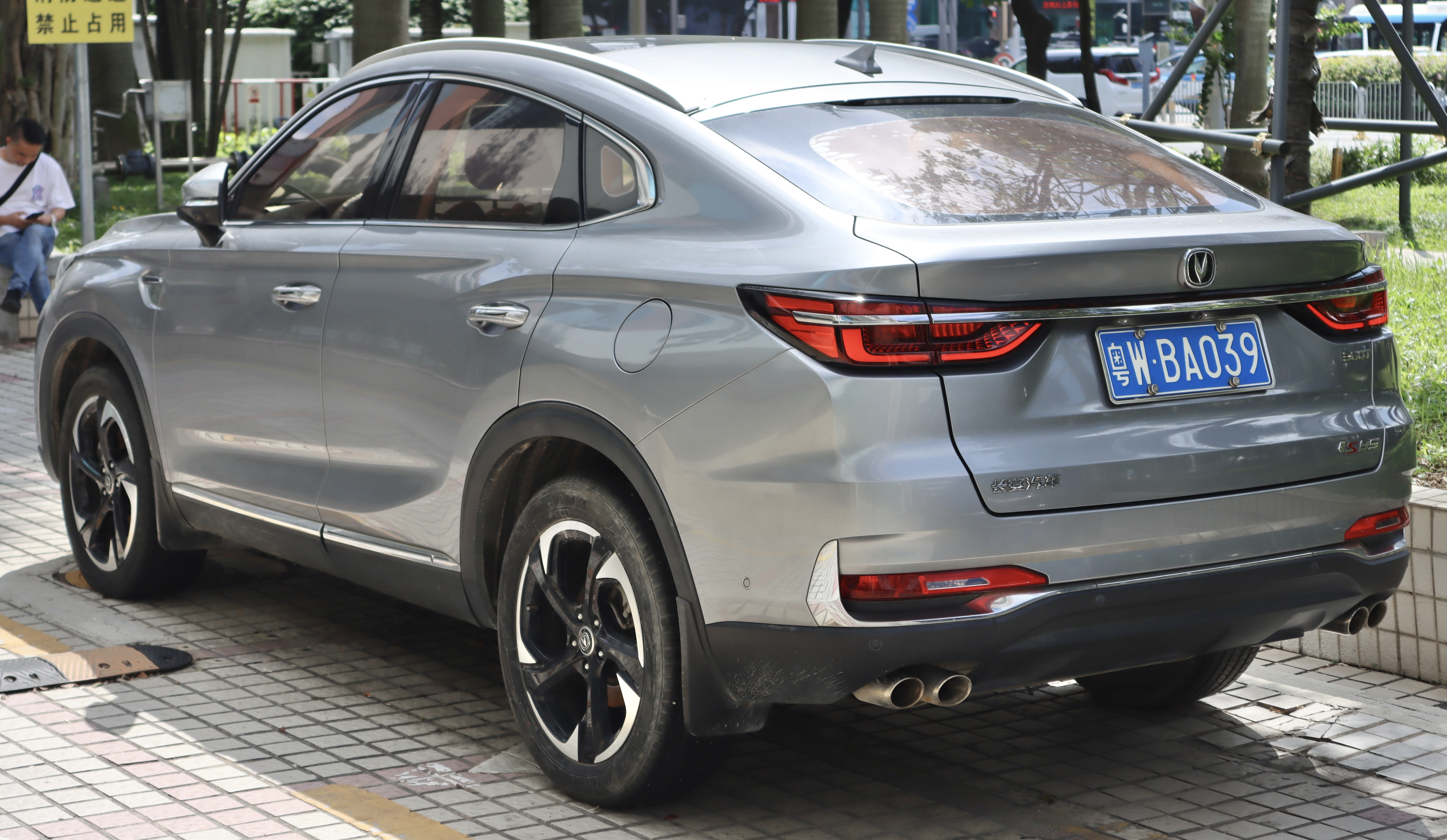
Changan CS85 - tył

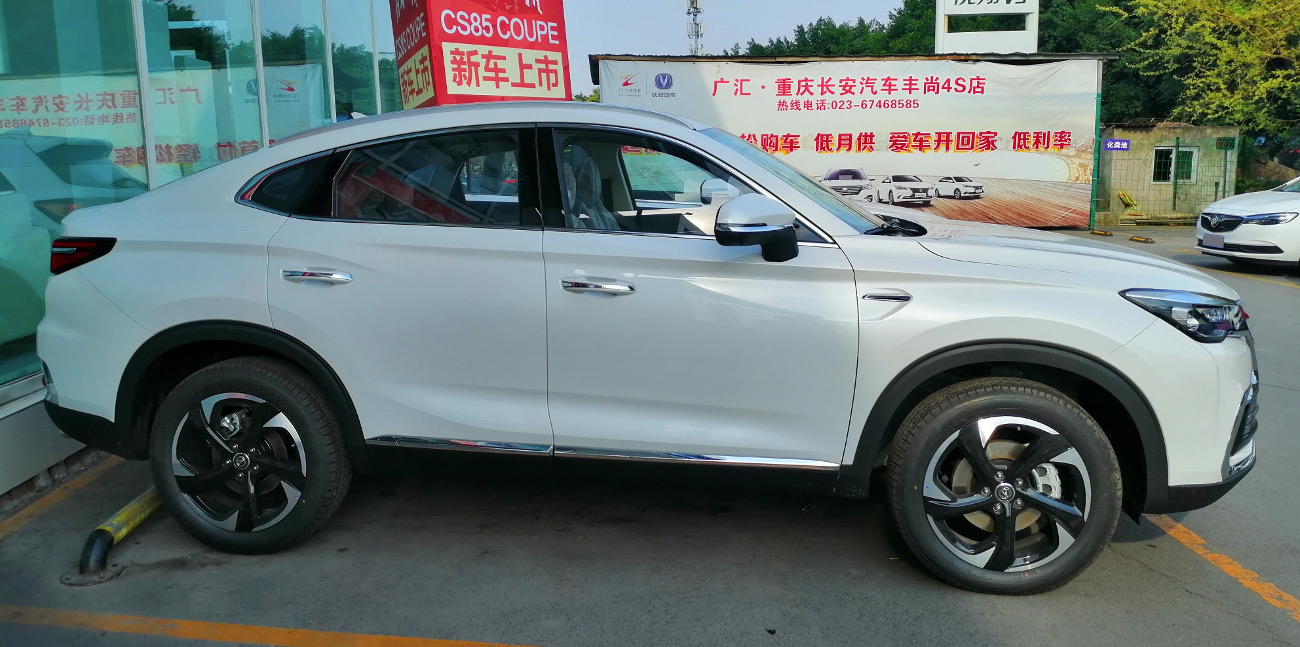
Changan CS85 - sylwetka

W marcu 2019 roku Changan przedstawił nowego SUV-a CS85, plasującego się na szczycie gamy modelowej chińskiego producenta. Po raz pierwszy w historii tego typu pojazdów marki Changan, CS85 utrzymany został w koncepcji tzw. SUV-a Coupe, charakteryzując się nisko poprowadzoną i łagodnie opadającą ku stopniowanemu tyłowi linią dachu oraz umieszczoną pod dużym kątem klapą bagażnika.
Innymi charakterystycznymi cechami wyglądu Changana CS85 stały się masywnie ukształtowane nadkola, a także liczne chromowane akcenty zdobiące nadwozie, na czele z relingami dachowymi i kawedziami masywnej atrapy chłodnicy.
Kabina pasażerska utrzymana została we wzornictwie tożsamym z innymi nowymi modelami Changana, charakteryzując się luksusowym charakterem. Obite skórą fotele oraz wykończona mieszanką lakieru fortepianowego i aluminium deska rozdzielcza została zdominowana przez 12,3-calowy wyświetlacz systemu multimedialnego.

### Sprzedaż
Changan CS85 trafił do sprzedaży z ograniczeniem do wewnętrznego rynku chińskiego. Lista zamówień rozpoczęła się jeszcze przed oficjalną premierą modelu, poczynając od stycznia 2019 roku.

### Silniki
- R4 1.5l Turbo
- R4 2.0l Turbo